# Nogometni klub Istra 1961 2014-2015
Questa voce raccoglie le informazioni riguardanti il Nogometni klub Istra 1961 nelle competizioni ufficiali della stagione 2014-2015.

## Rosa
Aggiornata al 27 dicembre 2014.
| N. |                          | Ruolo | Calciatore        |
| -- | ------------------------ | ----- | ----------------- |
| 1  | Croazia (bandiera)       | P     | Ivan Brkić        |
| 2  | Croazia (bandiera)       | D     | Šime Gregov       |
| 4  | Croazia (bandiera)       | C     | Jure Obšivač      |
| 5  | Croazia (bandiera)       | C     | Neven Vukman      |
| 7  | Croazia (bandiera)       | C     | Slavko Blagojević |
| 9  | Croazia (bandiera)       | A     | Dejan Radonjić    |
| 10 | Croazia (bandiera)       | C     | Petar Franjić     |
| 11 | Croazia (bandiera)       | A     | Miro Slavica      |
| 12 | Brasile (bandiera)       | P     | Marcão            |
| 12 | Croazia (bandiera)       | P     | Igor Lovrić       |
| 13 | Corea del Sud (bandiera) | D     | Chung Woon        |
| 14 | Croazia (bandiera)       | A     | Dino Špehar       |
| 15 | Croazia (bandiera)       | C     | Marin Matoš       |

| N. |                     | Ruolo | Calciatore               |
| -- | ------------------- | ----- | ------------------------ |
| 16 | Serbia (bandiera)   | D     | Bojan Pavlović           |
| 17 | Croazia (bandiera)  | D     | Dario Tomić              |
| 18 | Croazia (bandiera)  | C     | Robert Dadić             |
| 20 | Croazia (bandiera)  | C     | Zvonko Pamić             |
| 22 | Croazia (bandiera)  | D     | Ivor Horvat              |
| 23 | Croazia (bandiera)  | P     | Saša Dreven              |
| 24 | Croazia (bandiera)  | C     | Antonio Repić            |
| 25 | Croazia (bandiera)  | D     | Ivan Graf                |
| 26 | Germania (bandiera) | D     | Marcel Heister           |
| 28 | Croazia (bandiera)  | C     | Marin Zulim              |
| 30 | Croazia (bandiera)  | A     | Kruno Ivančić            |
| 31 | Croazia (bandiera)  | A     | Mario Mioč               |
| 33 | Brasile (bandiera)  | A     | Josiel Alves de Oliveira |